# Federal Way
Federal Way è una città degli Stati Uniti d'America, nella Contea di King, nello Stato di Washington.
La popolazione era di 97.044 abitanti nel 2018.